# 厄瓜多尔
厄瓜多尔共和国（西班牙語：República del Ecuador），通稱厄瓜多尔（Ecuador），是位於南美洲西北部的國家，北面與哥倫比亞相鄰，南接祕魯，西面為太平洋，另包括距離厄瓜多本土1,000公里的加拉巴哥群島。
厄瓜多於1809年8月10日宣告脫離西班牙獨立建國。由於赤道橫貫了厄瓜多的國境，所以以西班牙語中的赤道（ecuador）作为国家名字，因此又擁有「赤道国」的別稱，又因為盛產蕉而又稱為「香蕉之国」。首都基多位於皮欽查火山的山麓，海拔高達2850公尺，使該市成為全世界第二高的首都（僅次於玻利維亞的首都拉巴斯）。

## 历史
據現今文獻，厄瓜多爾的歷史可追溯至三千五百年前。當時在今日沿海地區已有部落散居。1463年成為印加帝國一部分。在西班牙人發現新大陸後，厄瓜多爾於1532年被西班牙人占領，自此變為西班牙海外領土數百年。
1809年8月10日厄瓜多爾宣佈獨立，但很快被西班牙重新占領。掙扎了十數年后，厄瓜多尔在1822年终于徹底擺脫西班牙之控制。1825年厄瓜多尔加入大哥倫比亞共和國，但此國於1830年解體。厄瓜多尔共和國也因此成立。
自1925年后，厄瓜多爾政治一直动荡不安，文人與軍人政府輪替了足足19次；至1979年该国才正式由文人政府統治，確立憲法，並沿用了二十多年。
2007年4月15日，举行全民公决，决定成立制宪大会，制订新宪法。
2019年6月12日，厄瓜多尔最高法院裁定支持同性婚姻，其判決書於2019年7月8日公告讓同性婚姻正式生效並開放註冊。
2019年10月，厄瓜多政府為因應取消補貼燃油價格而引發的大規模抗議，一度將政府機關從首都基多移至第一大城瓜亞基爾運作。

## 地理

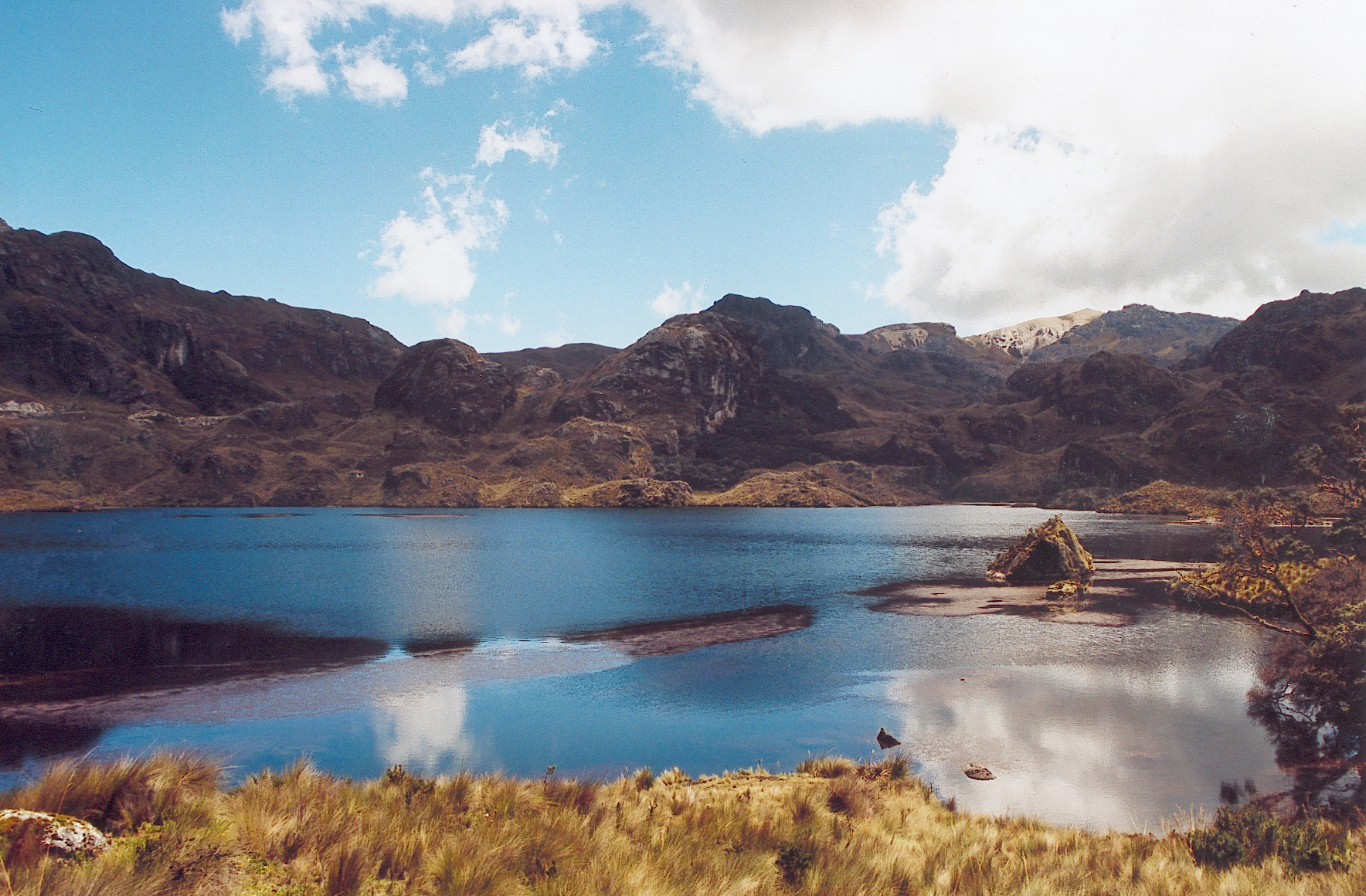
卡哈國家公園境內形狀特殊的對稱湖面

厄瓜多西境瀕臨太平洋，国土的一半以上为山区，靠近海岸的東部地區为平原地形，高原盆地相间分布。中部海拔较高，其中海拔6,310米的钦博拉索山屬於安地斯山脈的一部分，是座死火山。它除了是全国最高点（海拔6,267公尺），也是地球表面上離地心最遠之處（因為自轉的離心力，使地球成為一個南北縱軸較東西橫軸略短的微扁球體，因此钦博拉索山雖然不是地表上最高的山，卻因位置正處赤道上而成就此第一頭銜）。厄瓜多尔境内多火山，有20多座5,000米以上的火山锥。
厄瓜多尔总面积为28万3,520平方公里，含加拉帕戈斯群岛。其中，土地面积27万6,841平方公里，水域面积6,720平方公里。在南美洲，厄瓜多尔的面积大于乌拉圭，苏里南，圭亚那和法属圭亚那。

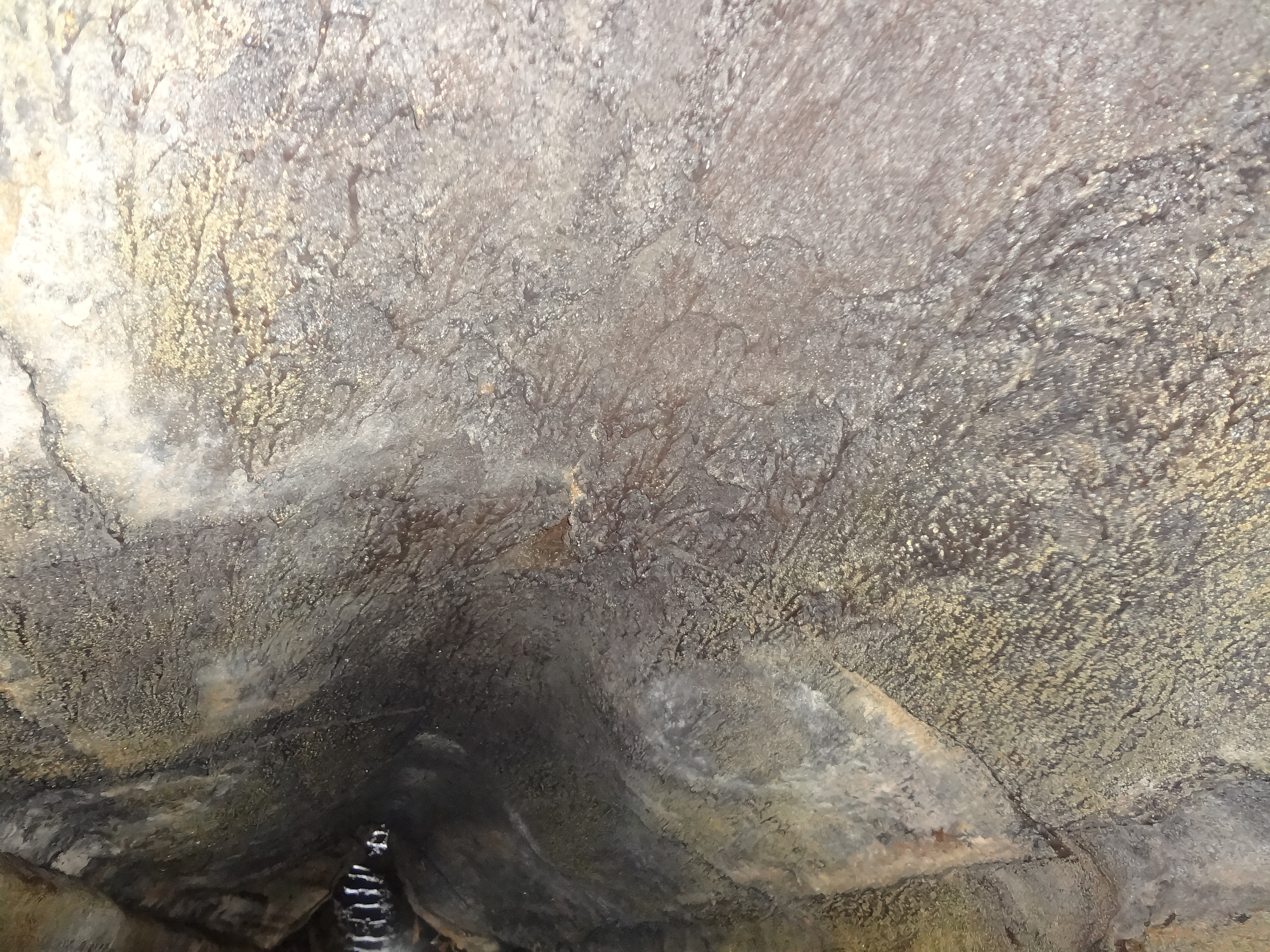
科隆群岛 El Chato Reserve 熔岩管

### 氣候
厄瓜多爾位處赤道地區，本身屬熱帶氣候，全年變化不大，但隨海拔愈高氣溫愈涼。

### 生物多樣性
根據保護國際組織的數據，厄瓜多爾是世界上17個生物多樣性豐富的國家之一，厄瓜多爾在本土有1,600種鳥類（占世界已知鳥類的15%），在加拉帕戈斯有38種地方性鳥類。除了16,000多種植物外，該國還有106種地方爬行動物、138種地方兩棲動物和6,000種蝴蝶。

## 经济
厄瓜多爾屬於中等收入的發展中國家。天然資源有石油、漁業、木材、水力發電；主要農產品包括香蕉、咖啡、可可、花卉等。厄瓜多尔是世界最大香蕉出口国。雖石油與天然氣蘊藏豐富，但因缺乏適當的煉油設備，以原油出口為主；海外僑匯亦為重要經濟來源。
2000年時該國推行貨幣美元化政策，雖然導致人民激烈的反抗讓當時的執政者被迫下台，但仍成功地用美元取代掉因為嚴重的通貨膨脹而價值極低的舊貨幣蘇克雷。厄瓜多以白花修女兰為國花，以安地斯神鷹為國鳥。

## 交通
近年來，厄瓜多爾的公路運輸有了較大的改善，截止2014年4月厄瓜多全國公路總長4.32萬公里，泛美公路縱貫厄國西部9省，聯繫首都基多與第一大城瓜亞基爾，然厄國多山地和林區，偏遠鄉間地區交通不便。鐵路運輸相對落後，總長965公里，自1997-98年因天災中斷以來，其功能幾乎全被公路取代，直至2013年才恢復瓜亞基爾和基多之間的鐵路服務。
基多和瓜亞基爾市各有1個國際機場。國內航線的民用機場有17個。主要港口有瓜亞基爾、埃斯梅拉達斯、玻利瓦爾、曼塔和巴拉奧納。

## 政治
厄瓜多總統每4年通過直接選舉產生。國民代表大會（Asamblea Nacional）是厄瓜多一院制之國家立法機構，由137名議員組成。
總統為武裝部隊最高統帥，通過國防部長和三軍聯合指揮部統率全軍。國防部長由總統任免，可為現役或退役軍人。三軍聯合指揮部由三軍司令組成，負責制定訓練和作戰計畫。實行義務兵役制，服役期一年。

## 行政區劃

行政區劃圖

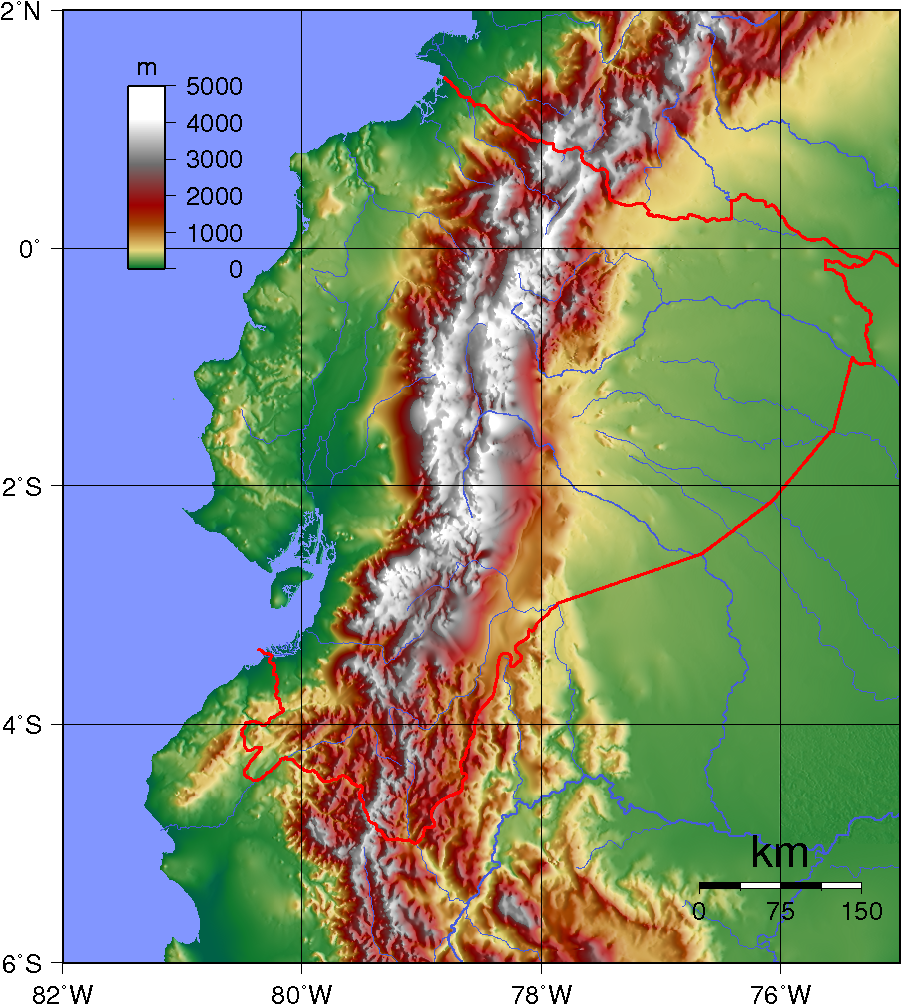
地形圖

厄瓜多全國共分為24個省（provincias），各省設有一首府：
1. 阿苏艾省（Azuay）——首府：昆卡（Cuenca）
2. 玻利瓦尔省（Bolívar）——首府：瓜兰达（Guaranda）
3. 卡尼亚尔省（Cañar）——首府：阿索格斯（Azogues）
4. 卡尔奇省（Carchi）——首府：图尔坎（Tulcán）
5. 钦博拉索省（Chimborazo）——首府：里奥班巴（Riobamba）
6. 科托帕希省（Cotopaxi）——首府：拉塔昆加（Latacunga）
7. 埃尔奥罗省（El Oro）——首府：马查拉（Machala）
8. 艾斯美拉達斯省（Esmeraldas）——首府：艾斯美拉達斯（Esmeraldas）
9. 加拉帕戈斯省（Galápagos）——首府：巴克里索莫雷諾港（Puerto Baquerizo Moreno）
10. 瓜亚斯省（Guayas）——首府：瓜亚基尔（Guayaquil）
11. 因巴布拉省（Imbabura）——首府：伊瓦拉（Ibarra）
12. 洛哈省（Loja）——首府：洛哈（Loja）
13. 洛斯里奥斯省（Los Ríos）——首府：巴巴奥约（Babahoyo）
14. 马纳比省（Manabí）——首府：波托维耶霍（Portoviejo）
15. 莫罗纳-圣地亚哥省（Morona-Santiago）——首府：马卡斯（Macas）
16. 纳波省（Napo）——首府：特纳市（Tena）
17. 奧雷亞納省（Orellana）——首府：奥雷亚纳省弗朗西斯科港（Puerto Francisco de Orellana）
18. 帕斯塔萨省（Pastaza）——首府：普约（Puyo）
19. 皮钦查省（Pichincha）——首府：基多（Quito），也是該國首都。
20. 圣埃伦娜省（Santa Elena）——首府：圣埃伦娜（Santa Elena）
21. 圣多明各-德洛斯查奇拉斯省（Santo Domingo de las Tsáchilas）——首府：圣多明各
22. 蘇昆比奧斯省（Sucumbíos）——首府：新洛哈（Nueva Loja）
23. 通古拉瓦省（Tungurahua）——首府：安巴托（Ambato）
24. 萨莫拉-钦奇佩省（Zamora-Chinchipe）——首府：萨莫拉（Zamora）

## 人口

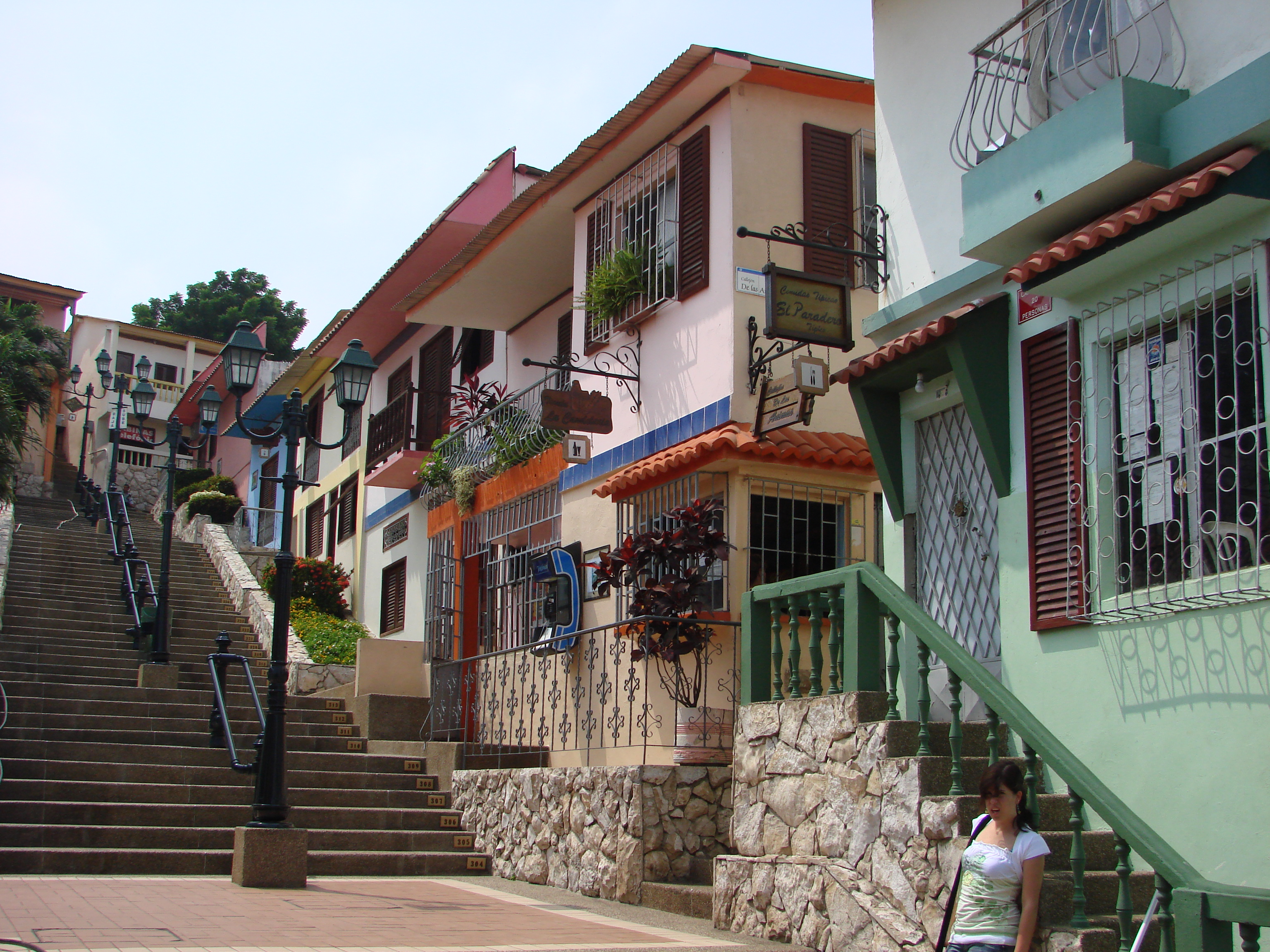
厄瓜多街頭

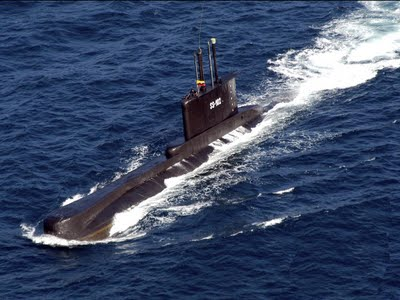
厄瓜多購買的兩艘德國209型潛艇

厄瓜多國土面積28万3560平方公里，人口1724.98万人 （2019年数据），由於曾經是西班牙的殖民地，境內人種複雜，其中印欧混血人口（麥士蒂索人，Mestizos）占总人口的61%，印地安人占34%，白种人占2.2%，除此之外還有被從非洲送至南美洲作為勞動人力的黑人與黑白混血人口。如同拉丁美洲大部分國家，厄瓜多的居民信奉的是一種融入部分印地安文化色彩的天主教，官方語言是西班牙語，但印地安族群間則通用克丘亚语。

## 文化

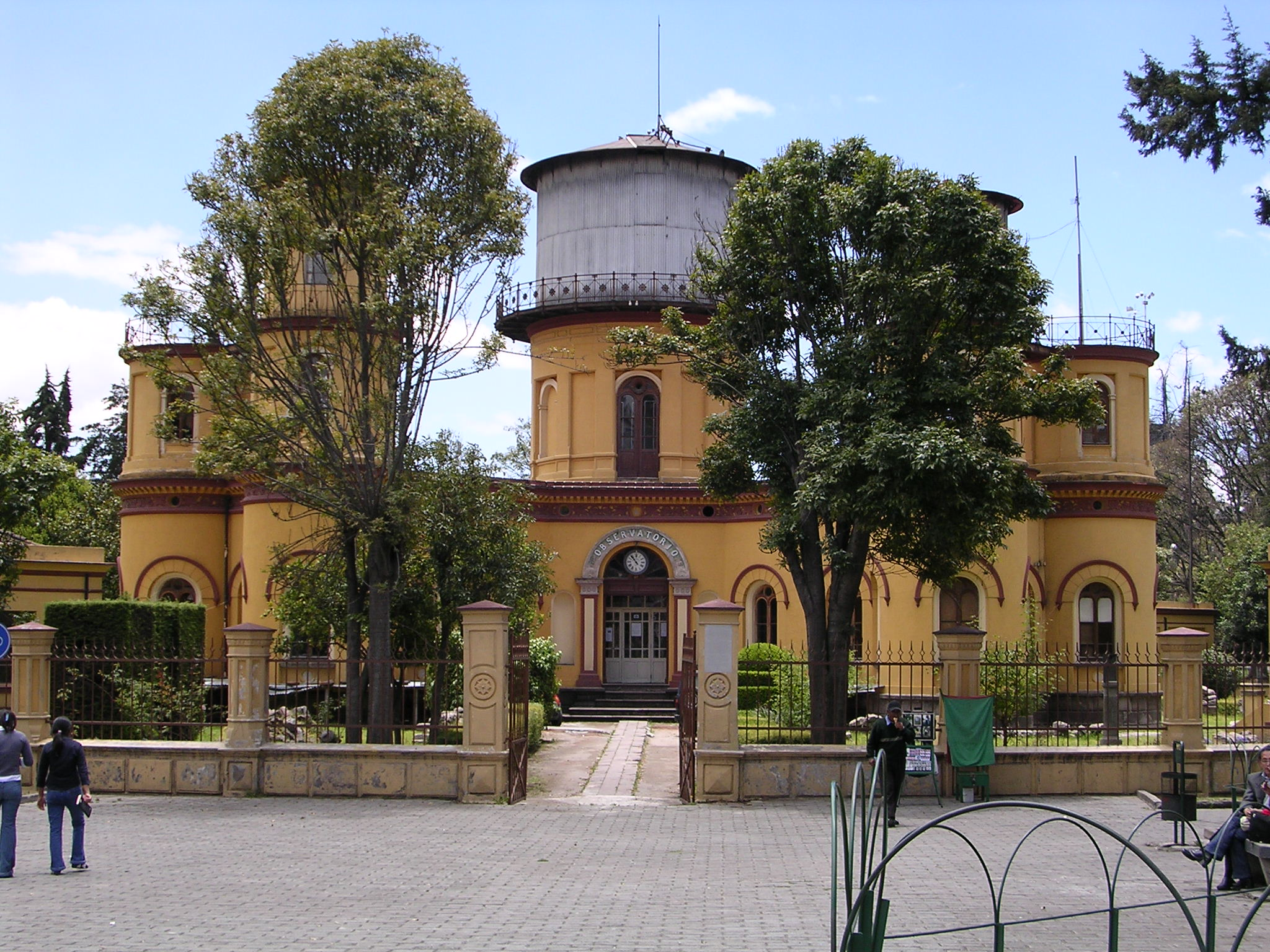
基多天文台始建於1873年，為南美洲最古老的天文台

厄瓜多爾是一個多民族和多元文化的國家，整體來說，厄瓜多尔文化深受西班牙殖民文化與美洲原住民的傳統的影響。但不同地區具有個別的特色。

### 飲食
由於地形的多樣性，飲食文化也因地區而異，厄國山區以米飯、馬鈴薯、玉米、豆、麵類等配以豬牛肉、牛奶、沙拉等為主食；沿海地區居民則偏好香蕉及海產等食物。

### 教育
厄瓜多爾現行的教育體系建立於1996年，其義務教育包含1年學前教育、6年小學教育、3年初中教育共10年。厄瓜多爾有61所大學，著名高等院校有厄瓜多中央大學、天主教大學、瓜亞基爾大學和昆卡大學。

### 體育
與大多數南美國家一樣，厄瓜多爾最受歡迎的運動是足球，其次是棒球、排球、籃球和網球。厄瓜多爾曾於2002年、2006年和2014年三度晉級世界杯足球賽決賽圈。

### 旅遊
2012年，厄瓜多接待外國旅遊者127.1萬人次。外國遊客主要來自美國、哥倫比亞、秘魯和西班牙。主要旅遊點有基多、瓜亞基爾、昆卡、因巴布拉省、東部亞馬遜河流域和加拉巴哥群島。

## 大事件
2022年5月9日中部圣多明哥镇（Santo Domingo de los Colorados）监狱9日清晨发生暴动，帮派冲突至少造成44個囚犯丧生，另有超過100個囚犯趁機逃脱。自2021年2月以来厄瓜多监狱已5度发生暴动，合计造成约350名個囚犯丧生。
2022年7月19日恶名昭彰的厄瓜多圣多明哥镇监狱再度爆发血腥打斗，厄国执法官员说共造成13個囚犯死亡，另有2人受伤。

## 外部連結
- 地理坐标：00°09′S 78°21′W / 0.150°S 78.350°W
- 厄瓜多外交部官方網站 （西班牙文）
- 厄瓜多相關資訊（CIA World Fact Book）（页面存档备份，存于）
- 厄瓜多旅遊網站（页面存档备份，存于）
- 維基媒體的厄瓜多尔地圖集  （英文）